# Relacions entre la República Popular de la Xina i Maurici
La relació entre la República Popular de la Xina i Maurici es refereix a les relacions bilaterals entre l'estat insular de la República de Maurici i la República Popular de la Xina (RPX). Una part important de la població de Maurici és d'ascendència xinesa degut a les migracions a l'illa entre els segles XVII i XIX. Les relacions diplomàtiques oficials entre tots dos països es van establir el 15 d'abril de 1972 i, des de llavors, les relacions entre els dos països han estat forts i han experimentat un desenvolupament constant. El President xinès Hu Jintao va visitar Maurici el 16 de febrer de 2009.

## Finançament xinès del desenvolupament a Maurici
De 2000 a 2012, hi ha aproximadament 47 projectes oficials xinesos de finançament del desenvolupament identificats a Maurici a través de diversos informes dels mitjans de comunicació. Aquests projectes van des del finançament d'una terminal en l'aeroport internacional Sir Seewoosagur Ramgoolam, passant per un préstec en condicions favorables de 260 milions de dòlars del Banc d'Exportació i Importació de la Xina, fins a la renovació i reparació del Teatre Plaza en Rose-Hill mitjançant préstecs sense interessos oferts per la República Popular de la Xina.

## Acord de lliure comerç
Les negociacions d'un acord de lliure comerç (ALC) entre ambdós països van concloure formalment després de quatre rondes el 2 de setembre de 2018. L'acord en si va ser signat el 17 d'octubre de 2019 i va entrar en vigor l'1 de gener de 2020. Aquest ALC es va convertir en el primer de la República Popular de la Xina amb un estat africà.